# Джаки Иванко
Жаклин Мери – „Джаки“ Иванко (на английски: Jackie Evancho) е американска певица.

## Биография
Тя придобива популярност в петия сезон – август 2010 в Америка има таланти на десетгодишна възраст, класирайки се на второ място.
С албума си „O Holy Night“ тя става най-продаваният дебютант на 2010 г., като следващата година се състезава за първо място в American album charts с нейния Sony Music първи албум „Dream With Me“.
Освен че пее, Джаки свири на цигулка и на пиано, а пише и текстове за песни. Тя впечатлява музиканта Дейвид Фостър със своя слух, глас, музикалност и текстове; и става съавтор на заглавната тема на „Dream With Me“, който албум Фостер продуцира.
През ноември 2009 г. Джаки реализира първия си албум „Прелюдия към блян“ („Prelude to a Dream“) който се класира високо и понеже е изтеглен от разпространение (баща ѝ обяснява това с промяната, съзряването на гласа ѝ междувременно) става колекторска рядкост на цена $1500 на наддаванията EBay.
Нейното изпълнение на „O Holy Night“, публикувано от Колумбия на 16 ноември 2010 г., достига No 1 в продажбите на Амазон и много други класации; продават се 239000 копия първата седмица и 149000 втората, като в декември с повече от милион продажби в САЩ получи сертификация за ПЛАТИНЕН.
Излезлият на 14 юни 2011 г. „Dream With Me“ на 28 юли получава сертификат ЗЛАТЕН за половин милион продажби и броенето продължава.
Джаки пее на националната коледна елха във Вашингтон пред президентското семейство и нацията на 9 декември 2010 
Тя е поканена да гостува на Джей Лено и на шоуто на Опра Уинфри; интервюирана на Access Hollywood Show и 20/20 шоу „Супер хора“ на 22 юли 2011 и много други.
Повечето от клиповете на Джаки Иванко на YouTube са с многомилионни гледания, някои с над 4 милиона.

## Дискография
Студийни албуми
- 2009: Prelude to a Dream
- 2011: Dream With Me, издаден сертификат „ЗЛАТЕН“ за над 500 хиляди продажби [10]
- 2011: Heavenly Christmas
- 2012: Songs from the Silver Screen

EPs
- 2010: O Holy Night